# Фридель, Кнут
Кнут Хильдинг «Кнутте» Фридель (швед. Knut Hilding "Knutte" Fridell; 8 сентября 1908, Уддевалла, Гётеборг-Бохус, Швеция — 3 февраля 1992,  Уддевалла, Гётеборг-Бохус, Швеция) — шведский борец вольного стиля, чемпион Олимпийских игр, чемпион Европы 

## Биография
В 1934 году победил на чемпионате Европы.
На Летних Олимпийских играх 1936 года  в Берлине боролся в категории до 87 килограммов (полутяжёлый вес). Выбывание из турнира проходило по мере накопления штрафных баллов. Схватку судили трое судей, за чистую победу штрафные баллы не начислялись, за победу решением судей при любом соотношении голосов начислялся 1 штрафной балл, за проигрыш решением 2-1 начислялись 2 штрафных балла, проигрыш решением 3-0 и чистый проигрыш карался 3 штрафными баллами.
Титул оспаривали 12 человек. Набрав в четырёх схватках 2 штрафных балла, исходя из соотношения штрафных баллов соперников, одержал победу досрочно, 
| Круг  | Соперник        | Страна                    | Результат | Основание                | Время схватки |
| ----- | --------------- | ------------------------- | --------- | ------------------------ | ------------- |
| 1     | Аугуст Нео      | Эстония                   | Победа    | 3-0 (1 штрафной балл)    | -             |
| 2     | Матти Лахти     | Финляндия                 | Победа    | 3-0 (1 штрафной балл)    | -             |
| 3     | Эде Вираг-Эбнер | Венгрия                   | Победа    | Туше (0 штрафных баллов) | 1:12          |
| 4     | Рэй Клемонс     | Соединённые Штаты Америки | Победа    | Туше (0 штрафных балла)  | 3:45          |
| Финал | -               | -                         | -         | -                        | -             |

В Уддевале растёт дуб, посаженный Кнутом Фриделем после победы на Олимпиаде 